# 光与水的女神
《光与水的女神》，是同名动画，漫画，网络广播的总称。

## 概要
未来的世界，在温室效应的影响下，两极冰川融化，世界水位上涨，很多地方都被淹没。人类开始在水底城市生活。主人公水树玛依亚没有通过海洋厅考试，于是在小企业All Round Service开始工作。

### 漫画版
2004年3月号开始连载

### 动画版
毎日放送2004年1月至7月播放，全24回。

## 动画版

### 登场人物
水樹瑪依亞（聲：中原麻衣）
主人公。15岁。
本城雷娜（聲：大原沙耶香）
葉山靜香（聲：植田佳奈）
古羅莉婭（聲：淺野真澄）
朴柚（聲：甲斐田裕子）
花岡勉（聲：岩田光央）
- 水树翔 声：麦人/少年时期：皆川纯子
- 八木浩辅 声：中村秀利
- 森克也 声：关智一
- 高桥健太 声：钉宫理恵
- 水树洋一 声：立木文彦
- 水树美恵子 声：平松晶子

### 主題歌
片頭曲
填詞：畑亞貴，作曲、編曲：，主唱：小枝
片尾曲
填詞、作曲：rino，編曲：大久保薰，主唱：CooRie（第1話〜第14話）、中原麻衣（第15話〜第23話）

### 制作人员
- 原作：NeSKeS
- 监督：池端隆史
- 脚本：水上清资、山田靖智、砂山蔵澄
- 编集：西山茂
- 系列构成：水上清资
- 角色设计：岩仓和宪
- 企画协力：高山文彦
- 总作画监督：中山由美
- 美术监督：谷村心一
- 色彩设计：安藤智美
- 撮影监督：大河内喜夫
- 音响监督：明田川仁
- 音乐：大谷幸
- 制作：J.C.STAFF

## 外部連結
- 光與水的女神官方網站（页面存档备份，存于）（日語）